# チャールズ・ダーウィン大学
チャールズ・ダーウィン大学（チャールズ・ダーウィンだいがく、英語: Charles Darwin University、略称：CDU）は、オーストラリア連邦ノーザンテリトリーのダーウィンに本部をおく公立大学である。メインキャンパスはダーウィン郊外のカシュアリーナにあり、Palmerston、Tennant Creek、Yulara, Jabiru、Katherine (Mataranka Station)、Nhulunbuy (Gove) 及びアリススプリングスに他のキャンパスはある。ダーウィンのノーザンテリトリー大学 (NTU) とアリススプリングスの Centralian College の統合によって2004年1月1日に誕生した。
NTUは1989年1月に Darwin Institute of Technology (1974年設立) と the University College of the Northern Territory (1987年設立)によって作られ、Centralian Collegeは1993年に、Sadadeen Senior Secondary College と the Alice Springs College of TAFEによって作られた。
著名なイギリスの科学者、チャールズ・ダーウィンにちなんで名付けられた。

## 学術組織
- Faculty of Education, Health and Science
  - School of Education
  - School of Engineering and Information Technology
  - School of Environmental & Life Sciences
  - School of Health Sciences

- Faculty of Law, Business and Arts

- Institute of Advanced Studies (IAS)
  - School for Social and Policy Research
  - School for Environmental Research
  - Menzies School of Health Research
  - Graduate School for Health Practice